# Нуево-Леон
Нуе́во-Лео́н (ісп. Nuevo León, ацт. Yancuic León — «Новий Леон») — штат на південному сході Мексики. Площа 64 924 км². Населення 4 199 292	 чоловік (2005). Адміністративний центр — місто Монтеррей.

## Історія

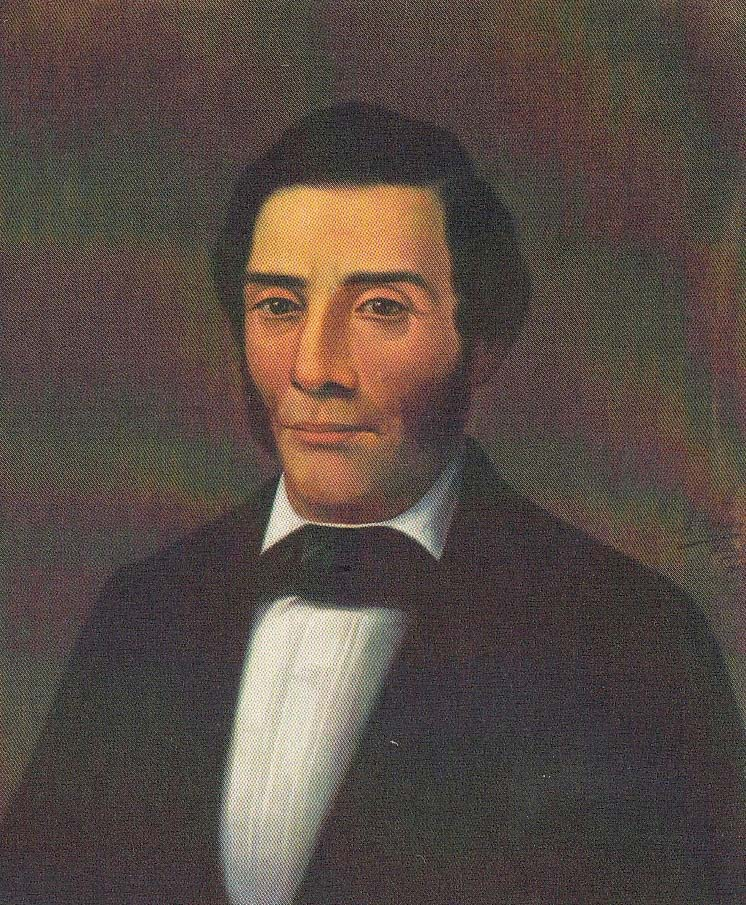
Перший губернатор Нуево-Леон Хосе-Марія Паррас

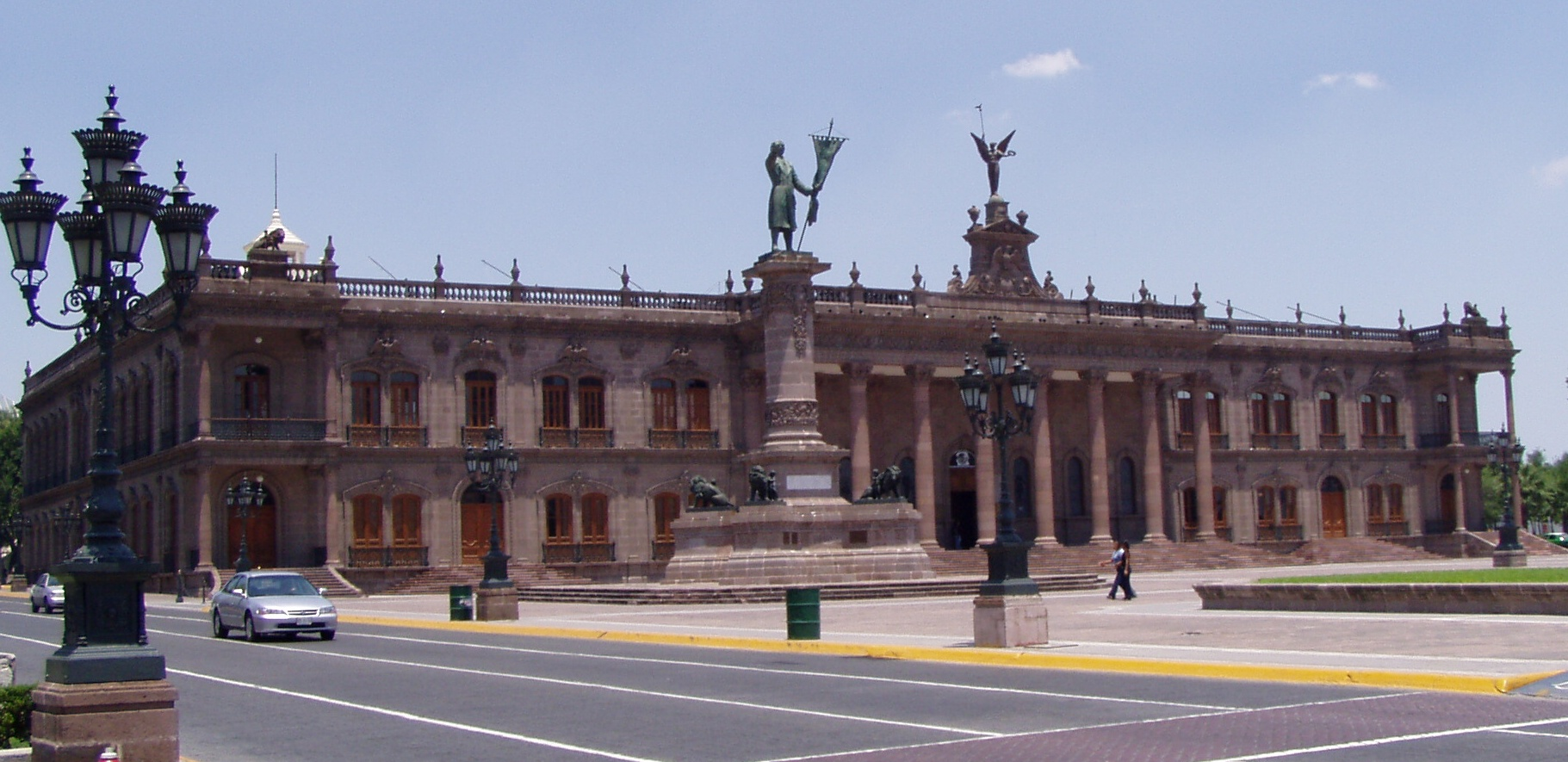
Губернаторський палац у Монтерреї

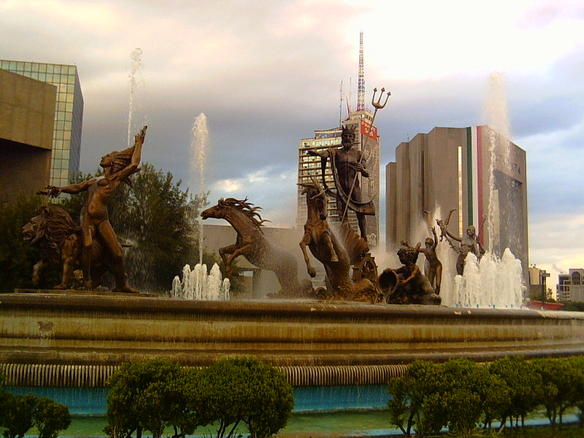
Фонтан Нептуна в Монтерреї

У 1824 році, після прийняття першої конституції Мексики, Нуево-Леон отримав статус штату країни. 5 березня 1825 року була ратифікована конституція штату. Першим конституційним губернатором штату став Хосе-Марія Паррас. У 1850 році під час війни за реформи вибухнуло повстання на чолі з Сантьяго Відауррі проти диктатури Антоніо Санта-Ани. У середині XIX ст. тривала боротьба за владу між ліберальними і консерваторськими силами, що спричинило невдоволення народних мас урядом. 17 січня 1840 року на північному кордоні Мексики була оголошена Республіка Ріо-Гранде, яка складалася зі штатів Коауїла, Нуево-Леон, Тамауліпас та частини штату Техас (нині у складі США). 19 лютого 1856 році була спроба створити республіку Сієрра-Мадре, до складу якої входили штати Нуево-Леон та частина штату Коауїли. Обидві спроби республік жорстоко придушив федеральний уряд Мексики. 
Під час французької інтервенції до Мексики губернатор Сантьяго Відауррі за підтримку французьких військ був позбавлений  посади й  страчений як зрадник за наказом Порфіріо Діаса.
У період правління Порфіріо Діаса наприкінці XIX ст. та на початку XX ст. завдяки відносному спокою та торговому партнерству зі США в Нуево-Леон широкого розвитку набула промисловість. У цей період з'явилися перші банки, пивоварня, цементний та металургійний компанії — такі як "Fundidora de Monterrey" та "Cervecería Cuauhtmoc".  У середині XX-го ст. були засновані два, нині всесвітньо відомі, виші: Автономний університет та Інститут технологічних досліджень у Монтерреї (ісп. Instituto Tecnológico y de Estudios Superiores de Monterrey). У цей період до штату почалася масова імміграція із Німеччини, Італії та Росії, які збагатили місцеву мексиканську культуру.
Нуево Леон, маючи вигідне географічне положення, скористався другою промисловою революцією, починаючи з 20-х років XX ст., і після націоналізації підприємств та нафтовидобувних об'єктів штат отримав суттєвий розвиток. 
У 1970-х роках у Нуево-Ліоні терористи, які належали до комуністичних угруповань, убивали впливових бізнесменів, зокрема у 1973 році було вбито Євгеніо Гарза Сада — підприємця та засновника Інституту технологічних досліджень. У 70-90-х роках штат Нуево-Леон, як і більшість штатів Мексики, потерпав від економічної кризи. На початку 90-х знову відбувся економічний підйом завдяки заснуванню союзу вільної торгівлі НАФТА. До кінця XX ст. штат став одним із найбільших освітніх центрів у Латинській Америці, рівень життя порівнювався з деякими передовими країнами Західної Європи. У червні 1991 року Нуево-Леон відкрив кордон із Техасом, побудувавши сучасний пункт перетину на кордоні із Колумбією — міст "Solidaridad". 
25 серпня 2011 року в казино "Royale" було вбито 53 людини. Інцидент розглядався як один із найкривавіших нападів на розважальний центр і пов'язувався з війною наркоторговців у Мексиці, оскільки в 2006 році президент Феліпе Кальдерон розпочав боротьбу з наркобізнесом.